# Corinna macra
Corinna macra is een spinnensoort uit de familie van de loopspinnen (Corinnidae).
De wetenschappelijke naam van de soort werd in 1866 als Hypsinotus macer gepubliceerd door Ludwig Carl Christian Koch.